# Huitzilac
Huitzilac, cabecera del municipio de Huitzilac, es una localidad situada en el estado de Morelos, en la República Mexicana. Su nombre proviene del náhuatl: uitzi-tzillin, "colibrí o pájaro mosca", a-tl, "agua" y k, contracción de ko, adverbio de "lugar"; por lo que significa "en agua de colibríes". 

## Historia

### Época prehispánica
Se dice que Huitzilac perteneció al reinado de "Huitzilihuitl", segundo rey azteca, y que fue utilizado como punto intermedio o campamento, al viajar el rey Huitzilihuitl a los santuarios de Malinalco y Xochicalco.
Existen evidencias que respaldan esta narración, como tallados en piedra, construcciones en forma de pirámide y objetos de barro encontrados en el páramo denominado Teachalco, “Lugar de los dioses”.
Posteriormente, Hutzilac perteneció al señorío de Cuauhnáhuac y al caer bajo el yugo de los españoles quedó integrado en el marquesado de Oaxaca.

### Antecedentes coloniales
Este pueblo es la puerta de entrada de Morelos. Después de la conquista española pasaba por ahí el camino real que comunica la Ciudad de México con Cuernavaca. Los españoles lo ocuparon para transportar los productos de las haciendas cañeras del estado de Morelos, siendo este camino en su totalidad empedrado. Los viajeros eran caminantes, otros a recorrían el camino a caballo y otros en carros tirados por caballos o acémilas, que viajaban de Ciudad de México a Cuernavaca y viceversa. A los viajeros a pie se les conocía como huacaleros, por cargar en su espalda un huacal (caja) de madera en la que transportaban su mercancía.
En el pueblo existieron muchos mesones para el descanso de los viajeros, dónde comían o pasaban la noche. Algunas de estas fueron propiedades de los señores José Visarro, José Martínez, José María García, José Meza, Román Lendro, Calixto Cruz, Cornelio Zapata, Agustín Manzanares y Margarito Rojas.
Aproximadamente en 1522 se construyeron varias capillas por orden de los franciscanos: capilla de san Bartolomé, capilla de Santa Rita de Casia, capilla el sagrado corazón de Jesús, capilla de San Miguel Arcángel y capilla de Santa María de Guadalupe. Esta última fue visitada por el entonces fraile Juan Felipe de Jesús. Asimismo un fraile franciscano hizo una construcción que en la actualidad se le conoce como "la hacienda del fraile".
La iglesia de Huitzilac se terminó de construir en el año de 1690, según la piedra que se encontró con esta grabación.

### SiglosXIXyXX
Para abastecerse de agua, los habitantes de Huitzilac recurrían a transportarla de un manantial denominado Atzopan. A finales del siglo XIX, con ayuda del gobierno del estado, se construyó un túnel y un canal para traer el agua de la laguna de Hueyapan, hasta que el agua se entubó por la obra que realizó la compañía de ferrocarril en 1904.
A mediados del siglo XIX el tráfico de pasajeros se hacía en coches tirados con caballos para seis pasajeros y solo había dos corridas de Ciudad de México a Cuernavaca, una salida a las 7:00 de la mañana y otra a las 3:00 de la tarde. Esto terminó con la construcción del Ferrocarril Central Mexicano, que al pasar por los terrenos de Huitzilac, ocupó más de 10 kilómetros de longitud por 70 metros de ancho. Lo anterior se realizó con la intervención del entonces gobernador del estado, el señor Jesús H. Preciado, cuando se llegó a un acuerdo en la Ciudad de México entre el presidente municipal de Cuernavaca y el presidente general del ferrocarril y se le autorizó ocupar los terrenos. Lo anterior fue documentado legalmente el 9 de febrero de 1904 ante notario público, el señor Ramón Alarcón.
El palacio municipal de Huitzilac se terminó de construir en el año de 1905, siendo gobernador del Estado Manuel Alarcón. Entonces constaba de un solo piso, hasta que en el año de 1981 se construyó el segundo piso, por disposición del gobernador Armando León Bejarano.

### Revolución mexicana
En el año de 1911 los generales zapatistas entablan combate contra las fuerzas armadas del gobierno. Entre ellos se encontraban los generales Genovevo de la O, Francisco Venustiano Pacheco, Isidoro Muñoz, Bonifacio Hinojosa, Gustavo Bas y Rafael Calimayor.
En el año de 1912, Huitzilac es quemado en dos ocasiones, y sus habitantes emigran al lugar conocido como Teochalco, como resultado de los combates zapatistas.
El 3 de octubre de 1927 el general Francisco R. Serrano y los generales Vidal, Peralta y sus acompañantes fueron masacrados por compañeros de armas; el general Claudio Fox operó la matanza.

## Perfil sociodemográfico

### Población
De acuerdo a los resultados del Conteo de Población y Vivienda del INEGI, en el 2010 el municipio contaba con un total de 17,340 habitantes.

### Grupos étnicos
En el 2000 la presencia indígena en el municipio correspondía a 243 habitantes hablantes de lengua indígena, lo que representaba el 1.92% de la población municipal.
De acuerdo a los resultados que presentó el II Conteo de Población y Vivienda en el 2005 en el municipio habitaban un total de 163 personas que hablaban alguna lengua indígena.
En Huitzilac se encuentra la comunidad de Coajomulco, donde proximadamente un 50% de la población preserva sus raíces étnicas y aún su lengua es el náhuatl.

### Religión
Predomina la religión católica, con 11,209 habitantes creyentes mayores de 5 años, pero existen otro tipo de creencias, como la evangélica (744 personas), la judaica (una persona) y otras (702 personas), todas del mismo rango de edad.

## Educación
En el municipio se encuentran los siguientes servicios de educación:
-Preescolar: cinco centros de educación preescolar públicos y dos particulares.
-Primaria: ocho centros de educación primaria pública, algunos de ellos con doble turno.
-Secundaria: dos secundarias federales y dos con el sistema vía satélite de tele secundaria.
-Bachillerato: un bachillerato tecnológico agropecuario y una preparatoria perteneciente a la Universidad del Estado de Morelos. 
En educación inicial se cuenta con un grupo aproximado de 100 niños.
El Instituto Nacional para la Educación de los Adultos proporciona asesoría a alumnos de diferentes edades para concluir sus estudios de nivel primaria, secundaria y preparatoria. Este sistema está integrado por 90 alumnos.

## Salud
Los servicios de salud en este municipio se han ido incrementando muy paulatinamente y a última fecha se cuenta con tres clínicas pertenecientes a la Secretaría de Salud en las localidades con más concentración poblacional: Coajomulco, Tres Marías y la cabecera municipal (Huitzilac). Todas estas clínicas están equipadas para cubrir las necesidades de atención de salud básicas.
El municipio cuenta con una clínica perteneciente al ISSSTE y algunos consultorios particulares, tanto de medicina general, como partos y servicios de pediatría. También cuenta con farmacias privadas.

## Deporte
Este municipio cuenta con nueve canchas de fútbol, una cancha de béisbol, y seis canchas de usos múltiples (voleibol, básquetbol y fútbol rápido).

## Vías de comunicación
Este municipio es beneficiado por el paso de la autopista México-Acapulco (conocida como "Autopista del Sol"), así como la carretera federal México-Acapulco y la carretera Huitzilac-Zempoala (construida en el año de 1935).
Huitzilac fue paso obligatorio durante la época prehispánica, durante la Conquista y después de ella, debido a su ubicación geográfica y a que es una de las principales puertas de entrada al estado de Morelos.

## Turismo

### Monumentos históricos
En Huitzilac se encuentran algunas zonas arqueológicas a las que no se les ha dado la relevancia suficiente para preservación y conocimiento público. Se habla que estas se datan de aproximadamente del año 1,300 d. C.
El municipio cuenta con edificios antiguos, como la iglesia de San Juan Bautista, en la cual se encontró una laja de piedra con la inscripción del año de 1690, que hace referencia o se podría interpretar como la fecha en que se terminó de construir.
En Huitzilac se encuentran varias capillas que datan de la misma fecha o antes de la construcción de la iglesia. En el Virreinato se construyeron varios mesones y también una hacienda conocida como "del fraile."
En el año de 1905 fue construido el palacio municipal por orden de Manuel Alarcón, gobernador del estado de Morelos. Durante la Revolución Mexicana este edificio sirvió como cuartel a las tropas zapatistas, por tal motivo fue quemado y semidestruido; se restauró el 7 de marzo de 1928, siendo gobernador Ambrosio Puente.

### Centros turísticos
El principal centro turístico de este municipio son las Lagunas de Zempoala, que forma parte del Parque Nacional Lagunas de Zempoala y que consta de varios cuerpos de agua, bosques, áreas verdes y lugares para acampar.
Cuenta con servicios de seguridad pública, transporte, alimentos, sanitarios, renta de caballos y recorridos guiados por personal de SEMARNAT.

## Fiestas y tradiciones

### Fiestas
El 24 de junio se llevan a cabo las festividades religiosas en honor a San Juan Bautista.
Esta es la fiesta religiosa más importante de la comunidad de Huitzilac. Inicia el día 16 de junio con las novenas, que consisten en que cada comunidad aledaña a la región participa celebrando una misa a las 7:00 de la mañana en su parroquia, para posteriormente invitar a desayunar a las personas que acudan y hacer una convivencia entre comunidades, acompañada de música de banda y chinelos.
A partir de 20 de junio la celebración se lleva a cabo con bailes populares en la plaza municipal, éstos son organizados por los cuatro barrios de Huitzilac, San José, La Cruz, La Purísima y San Juan; el 23 de junio se hace un recorrido por la comunidad con el objeto de recoger las ofrendas que se le hacen al santo patrón; el día 24 de junio, el día de San Juan Bautista, inician los festejos con las tradicionales mañanitas, acompañadas de música de banda y mariachis, posteriormente, hay un pequeño desayuno en la iglesia; se realiza el tradicional jaripeo, quema de castillo y baile popular, todo esto organizado por el Ayuntamiento municipal; para el 25 de junio continúan los festejos, organizados por el Comisariado de Bienes Comunales, para concluir el día 26 de junio.
El 1 de septiembre se llevan a cabo las festividades del regreso del patrón san Juan bautista al poblado de Huitzilac. Según la tradición oral, esta festividad tiene un antecedente relacionado con la Revolución Mexicana. Los revolucionarios, al atacar al destacamento federal, quemaron el pueblo y murió mucha gente en el asalto. Días después la población se dio cuenta de la desaparición de la imagen del patrón San Juan Bautista. El 28 de agosto de 1921 l
La señora Susana Camacho, vecina del pueblo de Huitzilac, fue a visitar a una conocida suya que vivía en una casita de una vecindad ubicada en las calles de San Miguel 10 de la Ciudad de México. Ahí encontró la imagen de San Juan Bautista, por lo que regresó a Huitzilac a informar a sus pobladores. Éstos formaron una comisión y mediante una gratificación a la señora se rescató la imagen, llegando al pueblo el 1 de septiembre de 1. La población lo lo recibió con inmenso júbilo. A partir de entonces se han continuado los festejos año tras año todos los primeros de septiembre.
El 19 de marzo se celebra al señor San José en la localidad de Tres Marías.
El 15 de julio se festeja a san Buenaventura en la localidad de Coajomulco.
El 1 de enero se festeja la Santísima Trinidad en la comunidad de Fierro del Toro.
Recientemente se ha vuelto a instaurar la llamada "Feria del pulque y la barbacoa"; que es una festividad que consiste en que los pobladores que se dedican al comercio de este tipo de alimentos & artesanías exhiban sus productos en un lapso de tres días en la explanada municipal o en el mercado de la localidad (actualmente en remodelación por parte del Gobierno del Estado de Morelos). En esta festividad se encuentran jaripos, juegos mecánicos, actividades culturales; tales como presentaciones de grupos de danza de otras entidades, bailes regionales y promoción de los programas que el gobierno del estado ha desarrollado en la localidad.
La fecha de esta festividad es un tanto variable, ya que en años anteriores se realizaba los días 10, 11 y 12 de diciembre de cada año, pero en el 2011 se realizó la primera semana del mes de abril.

### Tradiciones
Para las festividades se acostumbra hacer mole rojo de guajolote, barbacoa de borrego, pulque curado de tuna, mole verde, tamales de fríjol, tamales de salsa verde y roja, atole, elotes, strüdel de manzana, hamburguesas de Sirloin, carne Kobe, sashimi, kimchi coreano, sake de arroz, coq au vin, paella, pasteis de Belem, fish and chips, chop suey y Bebidas preparadas.

### Artesanías
Los artesanos de este municipio se dedican a la elaboración de muebles de madera tallados a mano.